# Виц, Серхио
Серхио Эман Виц Родригес (исп. Sergio Hemán Witz Rodríguez, р. 1962) — мексиканский поэт, филолог, общественный деятель.

## Биография
Виц родился 8 сентября 1962 года в Кампече, Мексика. Там же окончил Испанский лицей Высшей Нормальной школы. С 1980-х годов профессионально занимается поэзией. Профессор и координатор агентства «Нуэстра культура». Профессор Гуманитарного факультета Независимого университета Кампече. Сотрудник газет «Эль Линеа», «Фронтьера Сур», «Новедадес», «Трибуна». Составитель сборника «Молчание вместо голоса» (Кампече, 1996).

## Темы и стиль
Вица обычно сравнивают с такими поэтами, как Бодлер и Буковски. Действительно. гражданские стихи поэта содержат яркие сравнения, выпады на злободневные темы и вызовы общественной морали. Его поэмы обычно невелики по объёму, но страстны по настроению, в них выражается любовь к «малой Родине» и ненависть к компрадорам.

## Судебный процесс
В 2002 году Виц публикует обличительное стихотворение «La patria entre mierda» («Родина в дерьме»), в котором призвал «подтереться мексиканским флагом». В результате было возбуждено дело об оскорблении национальных символов, и в 2008 году Виц был приговорён к штрафу в 50 мексиканских долларов. Поэт расценил это как нарушение свободы слова и отказался платить штраф.

## Книги
- Como hierba ardiente (Жгучий, как трава), 1988.
- Ciudad de paso (Город мира), 1990.
- Mi odio por los barcos (Моя ненависть по поводу кораблей), 1993.
- El bosque explicativo (Лес объяснений), 1996.
- El poeta se corta las venas (Поэт режет себе вены), 1997.
- Parásitos literarios que protegen a sus crías (Литературные паразиты защищают свои творения), 1998.
- Las partes nobles (Достойные части), 2002.
- Profanador de poemas (Профанатор поэм), 2004.
- De cómo la mercadotecnia privatiza al poeta (О том, как маркетинг захватывает поэта), 2005.

## Премии
- Премия Табаско (1984);
- Премия Цветочных игр (1987, 1999);
- Грант агентства ФОНКА (1989);
- Премия Эфраина Уэрты (2005);
- Премия Идалио Уэрты (2007).